# Tall
Tall ou Thal é uma cidade do Paquistão localizada na província de Khyber Pakhtunkhwa.